# Acophila microcarpa
Acophila microcarpa är en stekelart som beskrevs av Chen 1999. Acophila microcarpa ingår i släktet Acophila och familjen fikonsteklar.
Artens utbredningsområde är Taiwan. Inga underarter finns listade i Catalogue of Life.